# Катаріна Кнехтова
Катаріна Кнехтова (словац. Katarína Knechtová; 14 березня 1981, Пряшів) — словацька співачка, клавішниця, гітаристка, композиторка і піснярка. Найбільш відома виступами в складі групи «Peha». До 1997 також була вокалісткою в групі «IMT Smile».

## Біографія
Закінчила школу імені Джона Адама Рейманна в Пряшеві, сім років навчалася грі по класу фортепіано в музичній школі, грі на гітарі вчилася самостійно. Вперше спробувала себе як вокалістка, виступивши з місцевою групою «Prešovčatá». Після закінчення середньої школи один семестр вивчала філософію.
Неодружена. Має молодшу сестру Вероніку.

## Кар'єра
На музичній сцені дебютувала в 1996 році, в групі «IMT Smile» з лідером Іваном Таслером. Після розпаду колективу в 1997 році, разом з колишнім колегою барабанщиком Мартіном Мігашем увійшла до складу «Peha». Тут працювала також з клавішником Дюра Ондко, бас-гітаристом Мареком Беланскі і гітаристом Каролем Сіваком, які прийшли з гурту 67-й Гарлем.
У 1999 році разом з гуртом «Peha» отримала статус «Новачок року». У 2001 році завоювала премію Aurel у номінації «Найкращій співачці». За успішну музичну діяльність на словацькій сцені в 2005 році знову була нагороджена статуеткою премії Aurel у номінації «найкращій співачці». У 2007 за опитуванням OTO була визнана найкращою співачкою 2006 року. Тексти її пісень тоді писав Владо Краус.
У 2008 році припинила діяльність у групі «Peha» і почала сольну кар'єру. Свої пісні Кнехтова виконує з колективом, куди входять: Віктор Шпак (гітара), Томі Окрес (бас-гітара), Пітер Ліп молодший (клавішні) і Лацо Ковач (ударні).
1 грудня 2008 року випустила дебютний сольний альбом «Зодіак», що став платиновим, продано понад 13 000 примірників. Альбому передував промо-сингл «Vo svetle žiariacich hviezd» («У світлі яскравих зірок»), що вийшов в ротацію на радіостанціях 21 листопада 2008 року і 12 тижнів тримався на першому місці в чартах. З цього альбому вийшли три сингли: «V tichu», «V krajine zázrakov» і «Všetko inak vyzerá». Також співачка записала три пісні, дві з яких ще до виходу дебютного альбому («Do batôžka» і «Môj Bože») і для чемпіонату світу з футболу в 2010 — «Slovensko na nohy».
Хоча Кнехтова є авторкою текстів безлічі пісень, але все ж стверджує, що основним автором текстів її пісень є Владо Краус.

## Дискографія

### З групою IMT Smile
- 1997: «Klik Klak»

### З групою Peha
- 1999: «Niečo sa chystá»
- 2001: «Krajinou»
- 2003: «Experiment»
- 2005: «Deň medzi nedeľou a pondelkom»
- 2006: «Best of Peha»

### Сольні альбоми
- 2008: «Зодіак» — платиновий диск

- 2012: «Tajomstvá»
- 2015: «Prežijú len milenci»